# Parada de Barradas
La Parada de Barradas, originalmente conocido como Apeadero de Barradas, es una plataforma ferroviaria desactivada de la Línea de Porto a Póvoa y Famalicão, que servía a la localidad de Barradas, en Portugal.

## Historia
El tramo entre Famalicão y Fontaínhas de la Línea de Porto a Póvoa y Famalicão, donde esta parada se encuentra, abrió a la explotación el 12 de junio de 1881.